# 法華寺 (岐阜市矢島町)

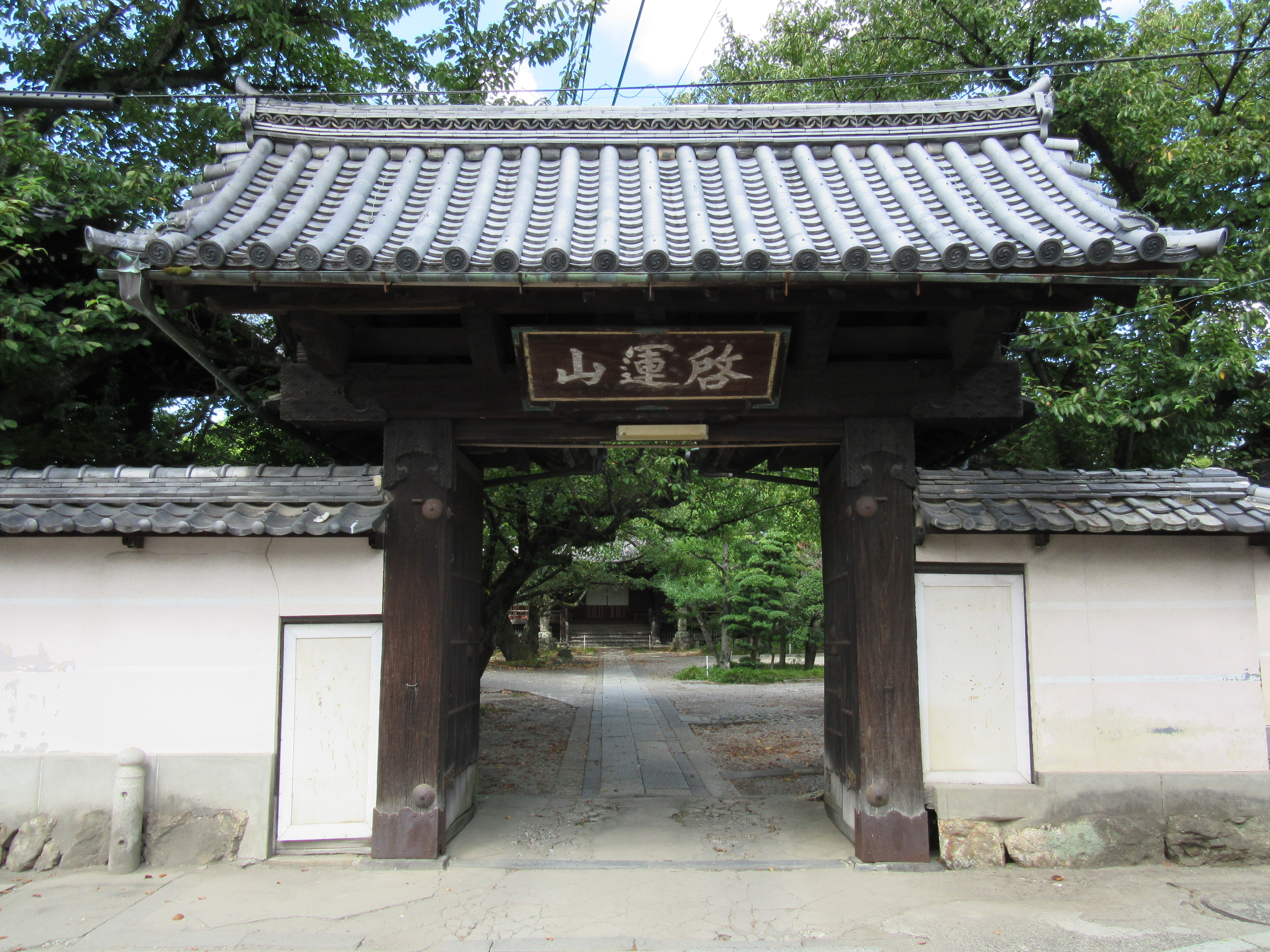
法華寺山門（岐阜市）

法華寺（ほっけじ）は岐阜県岐阜市矢島町にある日蓮宗の寺院で、山号は啓運山。本圀寺の旧末寺で、織田氏所縁の古刹である。三田洞弘法の別称で知られる霊鷲山法華寺とは異なる。日本遺産「信長公のおもてなし」が息づく戦国城下町・岐阜の構成文化財である。
延徳3年（1491年）、尾張国清洲（現在の清洲市）に織田家当主の織田常勝が日授を開山して建立した。戦国時代に5世日陽が織田信長の帰依を受けて岐阜に寺地と伽藍を授かって移転した。また、信長が岐阜城主であったころには岐阜を訪問した山科言継が当寺を訪問している。安土宗論の際によって日蓮宗が窮地に陥った際には信長に抗弁して救ったため、信長より朱柄の傘を与えられ、本山からは感状を得ている。
寺宝として兆殿司の出山釈迦図と土佐光信筆の三十番神図を所蔵するほか、織田信長、織田信孝、織田秀信三代に渡り発給された寺院保護の書状を有している。

## 文化財
- 絹本著色三十番神像　岐阜市指定文化財